# 佩蒂氏魮
佩蒂氏魮（学名：Barbus petitjeani）為輻鰭魚綱鯉形目鯉科的其中一個種。被IUCN列為次級保育類動物，分布於非洲塞內加爾河上游及尼日河上游流域，本魚背鰭的外部邊緣些微地凹曲，體淺灰色，腹部橘黃色偏白，魚鰭粉紅色-淡黃色，背部深灰色，尾部的邊緣黑色的。背鰭軟條13枚；臀鰭軟條8枚，體長可達20.5公分。

## 扩展阅读
維基物種上的相關：佩蒂氏魮